# 포항남부초등학교
포항남부초등학교(浦項南部初等學校, Pohang Nambu Elementary School)는 대한민국 경상북도 포항시 북구 용흥동에 있는 공립 초등학교이다.

## 역사
- 1941년 4월 11일 : 제2영일국민학교로 개교
- 1946년 3월 30일 : 포항남부국민학교로 개명
- 1972년 3월 16일 : 포항신흥국민학교 개교와 함께 분리 이관
- 1984년 3월 1일 : 포항양학국민학교 개교와 함께 분리 이관
- 1985년 3월 1일 : 포항죽도국민학교 개교와 함께 분리 이관
- 1988년 3월 1일 : 포항대잠국민학교 개교와 함께 분리 이관
- 1990년 3월 1일 : 경상북도교육청 지정 도덕과 교육 시범학교 운영
- 1992년 8월 31일 : 용흥국민학교 개교와 함께 분리 이관
- 1994년 3월 1일 : 경상북도포항교육청 지정 독서 교육 시범학교 운영
- 1996년 3월 1일 : 포항남부초등학교로 명칭 변경
- 1997년 3월 1일 : 경상북도교육청 지정 열린 교육 시범학교 운영
- 2001년 3월 1일 : 경상북도포항교육청 지정 통일교육 준거학교 운영
- 2005년 11월 11일 : 경상북도교육청 지정 교육방송 시범학교 운영 보고
- 2008년 11월 13일 : BTL 학교 개축 준공
- 2009년 3월 1일 : 경상북도교육청 지정 방과후 시범학교 운영
- 2011년 3월 1일 : 제29대 임대식교장 취임
- 2011년 3월 1일 : 경상북도교육청 지정 IPTV 시범학교 지정
- 2012년 2월 17일 : 제66회 졸업 (졸업생 54명, 졸업생 총수 15,894명)
- 2013년 4월 2일 경상북도교육청 지정 스마트교육 모델학교 지정
- 2014년 3월 1일 ~ 2016년 2월 29일 : 교육부 요청 경상북도교육청 지정 디지털교과서 정책 연구학교 지정
- 2015년 2월 13일 : 제69회 졸업(졸업생 32명, 졸업생 총수 16,039명)
- 2015년 3월 1일 : 14학급 편성(일반 12, 특수 2), 병설유치원 1학급 편성
- 2015년 3월 1일 : 제30대 박태환교장 취임